# Dysgonia hicanora
Dysgonia hicanora  là một loài bướm đêm thuộc họ Erebidae. Nó được tìm thấy ở New Guinea và Fiji.